# Liste der Monuments historiques in Éclaires
Die Liste der Monuments historiques in Éclaires führt die Monuments historiques in der französischen Gemeinde Éclaires auf.

## Liste der Objekte
| Bezeichnung       | Beschreibung                                                                               | Standort                       | Kennzeichnung | Schutzstatus | Datum | Bild |
| ----------------- | ------------------------------------------------------------------------------------------ | ------------------------------ | ------------- | ------------ | ----- | ---- |
| Expositionsnische | Holz, vergoldet, 18. Jahrhundert                                                           | in der Kirche St-Vannes (Lage) | PM51002117    | Inscrit      | 1974  |      |
| Tabernakel        | Holz, farbig gefasst und vergoldet, 18. Jahrhundert                                        | in der Kirche St-Vannes (Lage) | PM51002120    | Inscrit      | 1974  |      |
| Kanzel            | Holz, 17. Jahrhundert                                                                      | in der Kirche St-Vannes (Lage) | PM51002116    | Inscrit      | 1974  |      |
| Kruzifix          | Holz, farbig gefasst, 16. Jahrhundert                                                      | in der Kirche St-Vannes (Lage) | PM51002119    | Inscrit      | 1974  |      |
| Hauptaltar        | Altartisch und Tabernakel; Holz, farbig gefasst und vergoldet, Anfang des 19. Jahrhunderts | in der Kirche St-Vannes (Lage) | PM51002118    | Inscrit      | 1974  |      |